# I rymden finns inga känslor
I rymden finns inga känslor é um filme de drama sueco de 2010 dirigido e escrito por [[]]. Foi selecionado como representante da Suécia à edição do Oscar 2011, organizada pela Academia de Artes e Ciências Cinematográficas.

## Elenco
- Bill Skarsgård - Simon
- Martin Wallström - Sam
- Cecilia Forss - Jennifer
- Sofie Hamilton - Frida
- Susanne Thorson - Jonna
- Kristoffer Berglund - Peter
- Lotta Tejle
- Per Andersson